# Salticus turkmenicus
Salticus turkmenicus är en spindelart som beskrevs av Logunov, Rakov 1998. Salticus turkmenicus ingår i släktet Salticus och familjen hoppspindlar. Inga underarter finns listade i Catalogue of Life.